# Смоляк Олег Степанович
Смоляк Олег Степанович (нар. 1 жовтня 1950, Настасів, Тернопільська область) — український науковець у галузі мистецтвознавства та фольклористики, учитель, диригент, культурно-громадський діяч. Доктор мистецтвознавства (2005), професор (2007). Член Національної спілки композиторів України (2004). Тернопільська обласна премія імені Володимира Гнатюка (2016)

## Життєпис
Олег Смоляк народився 1 жовтня 1950 року в селі Настасові, нині Великоберезовицької громади Тернопільського району Тернопільської области України.
Закінчив Тернопільське музичне училище (1973), Львівську консерваторію (1978). Працював учителем музики в Настасівської ЗОШ (1968—1989), художнім керівником та хормейстером фольклорного ансамблю пісні й танцю «Веснянка» Тернопільського ПК «Октябрь» (1978—1981), де поставив концертні програми «Надзбручанське весілля», «Західноподільські гаївки», «Купальський хоровод»; згодом — асистент (1981—1988), старший викладач (1988—1994), доцент (1994—2007), професор (від 2007) та завідувач (від 2004) катедри музикознавства й акторської майстерності Тернопільського національного педагогічного університету імені Володимира Гнатюка.

## Доробок
Автор понад 250 наукових та методичних публікацій, у тому числі:
- монографії «Весняна обрядовість Західного Поділля в контексті української культури» (2001, 2004),
- посібників та підручників «Українське народознавство. 1 кл., 2 кл.» (1995, 1996), «Музика. 1 кл.» (1997), «Український дитячий музичний фольклор» (1998), «Музичний фольклор Тернопільщини» (2004),
- навчальних програм для шкіл, музичних училищ, педагогічних інститутів і університетів із народознавства, музичного фольклору, нотації творів народної музичної творчості, етнології, аналізу народних музичних творів,
- збірок народних пісень «Великодні дзвони дзвонять» (1991), «Народні пісні з села Соломії Крушельницької» (1993), «Перлинки Прикарпаття: українські народні дитячі пісні» (1994), «Церковні пісні для мішаних та однорідних хорів» (1994).«Щедрівки Західного Поділля» (2015);
- творчі портрети «Володимир Миколайович Верней» (2004), Богдан Михайлович Іваноньків» (2005),«Микола Миколайович Шамлі» (2012),«Ігор Прокопович Левенець» (2012)[2], «Ярослав Павуляк у спогадах»(2017)[3].

Упорядник, редактор і видавець творів композиторів В. Барвінського, М. Вериківського, С. Людкевича, Н. Нижанківського, Б. Фільц та інших; організатор науково-практичних конференцій.
Головний редактор видання «Наукові записки ТНПУ. Серія: Мистецтвознавство».

### Твори
Смоляк Олег. Полумисок долонь. Етюди. – Тернопіль: Вид-во ТНПУ ім. В. Гнатюка, 2017. – 52 с.
Смоляк Олег. Вербне голосіння. – Тернопіль: Вид-во ТНПУ ім. В. Гнатюка, 2019.
Смоляк Олег. Чорний понеділок. – Тернопіль: Вид-во ТНПУ ім. В. Гнатюка, 2019.